# 요한 마테존
요한 마테존(Johann Mattheson, 1681년 9월 18일 - 1764년 4월 17일)은 독일 후기 바로크 작곡가, 음악 이론가, 오페라 가수, 작가, 외교관, 변호사, 번역가, 사전 편찬가이다.

## 삶
함부르크에서 탄생하고 사망했다. 부유한 세무 관리의 아들로 태어나 다양한 교육을 받았다. 그는 음악(건반 악기, 바이올린, 작곡, 성악)뿐 아니라 언어(영어, 프랑스어, 이탈리아어, 라틴어)을 두루 배웠다. 그의 스승 중 한 명은 오르가니스트인 요한 니콜라우스 한프Johann Nicolaus Hanff였다. 마테존은 점차적으로 비올라 다 감바, 리코더, 오보에와 류트도 두루 배웠다.
9살에 이미 교회에서 노래를 부르고 오르간을 연주했으며, 함부르크 오페라의 합창단원이었다. 여자 파트를 부르다가, 변성기가 지난 후에는 테너로 옮겼고, 몇년 후에는 솔로 파트를 맡을 정도로 두각을 나타냈다. 리허설을 지휘하고 1699년에는 오페라 작곡까지 하였다.
1703년에는 그는 게오르크 프리드리히 헨델을 만나서 평생동안 교류했다. 그들은 음악적 견해로 논쟁을 벌여도, 평생 친구 관계를 잃지는 않았다. 한번은 마테존이 그의 오페라 <클레오파트라>를 초연하던 도중 헨델과 결투를 벌이게 되었다. 마테존은 헨델을 죽일 뻔했으나, 다행히 칼이 헨델의 조끼 단추에 맞아 부러지는 바람에 헨델은 살았다. 그후 그들은 화해하였다. 같은 해에 마테존은 헨델과 디트리히 북스테후데(dietrich buxtehude)를 만나러 뤼벡으로 갔다. 둘은 북스테후데의 후계자가 되고 싶어하지만, 북스테후데의 딸 중 한 명과 결혼하는 것이 조건이여서 둘은 그 후계자가 되기를 포기한다. 이후 그 자리는 요한 크리스티안 쉬페르덱커(johann christian schieferdecker)의 자리가 된다.
1706년부터는 정식 외교관으로 일했다. 학교에서 배운 영어를 유창하게 구사했고, 1709년에는 영국인 목사의 딸인 캐서린 제닝스와 결혼했다. 그러나 그 둘은 아이가 없었다. 1718년에는 함부르크 대성당의 음악 감독으로 임명되었다. 1728년에는 가수와의 분쟁과 청력이 심각하게 손실되었기 때문에 악장직을 그만 두었다. 1764년, 그는 사망하여서 미하엘 교회의 지하실에 안장된다. 그가 남긴 유산은 44,000 마르크였다.

## 저술
그가 유명해진 것은 그의 저술인데, 그는 독일어로 된 음악잡지인 <음악의 애국자der musicalische Patriot> (1728/1729)를 발간했고, 저술로는 <통주저음 교본wie die Generalbaßschule>(1731), <모범적 오르가니스트 시험Die exemplarische Organistenprobe>(1731), <완전한 악장Der vollkommene Capellmeister>(1739), <개선문의 기초Grundlage einer Ehren-Pforte >(1740) 등이 있다. 또한 그는 외국어 실력으로 영어, 프랑스어, 이탈리아어, 라틴어로 된 문학작품과 전문 서적을 번역하기도 했다. 1761년, 그는 헨델의 죽음 이후 존 메인워링의 첫 번째 헨델 전기를 독일어로 번역해 발표하기도 했다.
마테존의 저서들은 바로크 음악가들과 마테존과의 관계를 보여준다. 일례로, 그의 전기 모음집인 <계선문의 기초기초Grundlage einer Ehren-Pforte>는 모두 149명의 음악가들의 생애를 다루고 있는데, 마테존은 그들의 생애를 알아내기 위해 음악가들과 서신을 교류했다. 그 증거로 그는 요한 제바스티안 바흐에게도 마테존이 전기 관련 자료를 제출해주도록 요청했으나, 바흐는 그것을 거절한 것으로 알려져 있다.
<새로운 오케스트라Das neu-eröffnete Orchestre> 함부르크, 1713년
<오케스트라 옹호Das beschützte Orchestre> 함부르크, 1717년
<모범적 오르가니스트 시험Exemplarische Organisten-Probe> 함부르크, 1719년
<유능한 비르투오소Der brauchbare Virtuoso> 함부르크, 1720년
<오케스트라 연구Das forschende Orchestre> 함부르크, 1721년
<음악비평Critica musica> 함부르크, 1722년~1725년
<음악적 애국자Der Musicalische Patriot> 함부르크, 1728년
<대통주저음 교본Grosse General-Baß-Schule > 함부르크, 1731년
<소통주저음 교본Kleine Generalbaß-Schule> 함부르크, 1734년
<핵심 선율학Kern melodischer Wissenschafft> 함부르크, 1737년
<완전한 악장Der vollkommene Capellmeister> 함부르크, 1739년
<개선문의 기초Grundlage einer Ehren-Pforte> 1740년
<극음악에 대한 새로운 연구Die neueste Untersuchung der Singspiele> 함부르크, 1744년
<신묘한 음악에 대한 주장Behauptung der himmlischen Musik> 함부르크 1747년

## 작품
그가 남긴 작품은 오페라, 33곡의 오라토리오, 관현악곡과 실내악이 남아있는데, 그의 작품 대부분은 함부르크 주립 도서관에 보관되어있다.
몇가지를 제외한 마테손의 모든 작품은 제2차세계대전후에 사라졌으나 1998년 아르메니아가 반환했다.
오페라
<플라이아데스die plejades>, 1699년 함부르크, 일부분
<고귀한 포르세나Der edelmühtige Porsenna>, 1702년 함부르크
<위대한 판의 죽음Der Tod des großen Pans>, 1702년 함부르크, 음악소실
<빅터victor>, 1702년 함부르크, 음악소실
<불행한 클레오파트라Die unglückselige Cleopatra>, 1704년 함부르크
<황금기의 복귀Le Retour du siècle d’or>, 1705년 홀슈타인, 텍스트와 음악 모두 소실
<보리스 고두노프Boris Goudenow> 1710년 함부르크
기악곡
2-3개의 리코더를 위한 12개의 소나타XII Sonates à 2-3 flutes sans basse, 암스테르담, 1708년
쳄발로를 위한 12개의 모음곡als Pièces de Clavecin en Deux Volumes, 함부르크, 1714년
유능한 비르투오소Der brauchbare Virtuoso 바이올린이나 플루트를 위한 12개의 소나타가 들어있음. 함부르크, 1720년.